# Sumitomo Chemical

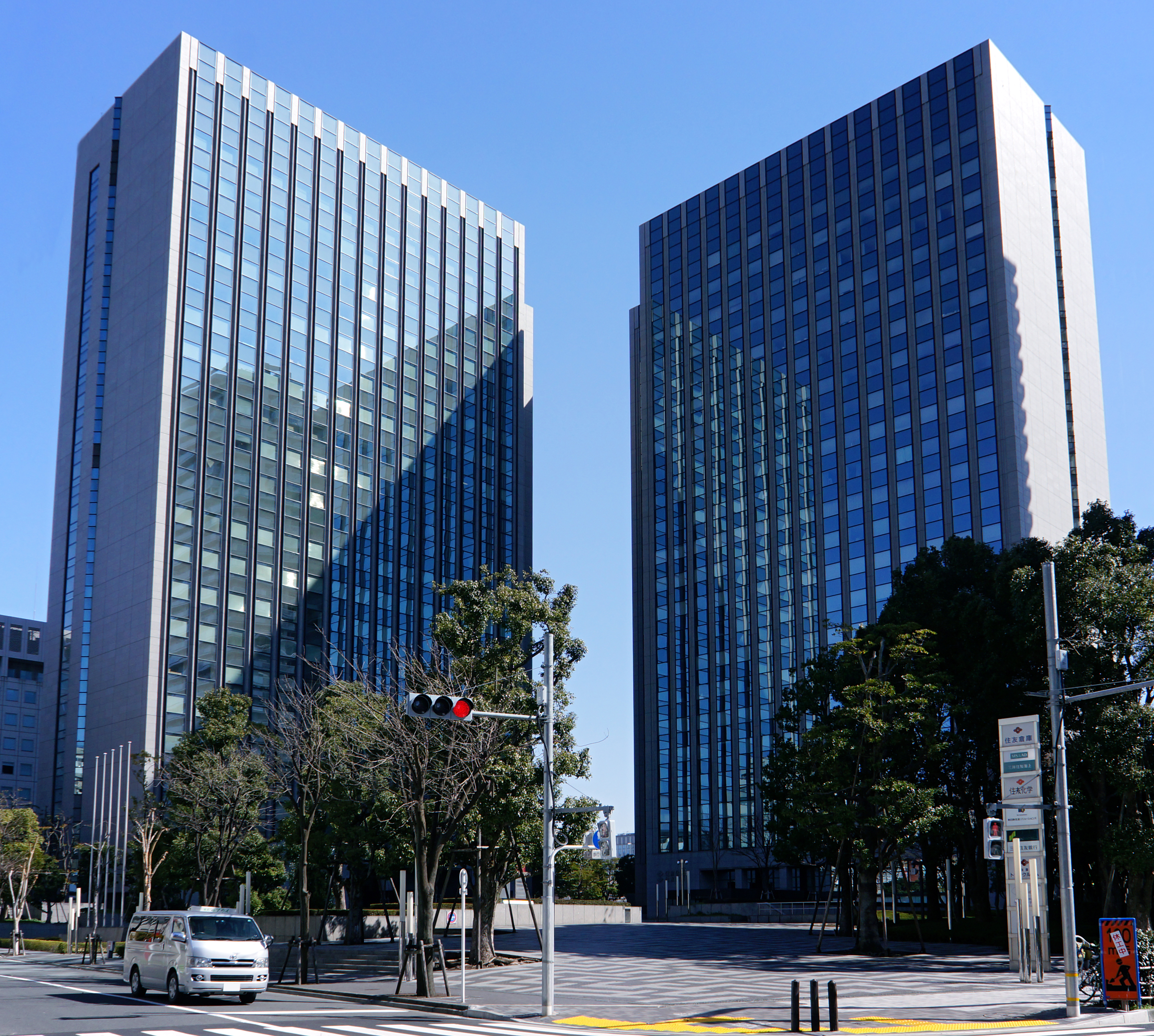
Штаб-квартира компанії.

Sumitomo Chemical (яп. 住友化学株式会社) — японська компанія хімічної промисловості. Входить до кейрецу Sumitomo Group. Компанія займає 419 місце в Fortune Global 500 (2011).

## Історія

### Довоєнний період
Історія компанії сходить до 1913 року, коли компанія Sumitomo перейнялася викидами двоокису сірки при виплавці міді. У результаті з сірчистих викидів було налагоджено виробництво добрив. Це виробництво стало початком хімічного бізнесу групи Sumitomo.
З моменту заснування компанія шукала нові можливості для розширення бізнесу в хімічній галузі. В результаті, компанія налагодила випуск аміаку і пов'язаних з ним хімічних речовин.
У 1944 році Sumitomo Chemical поглинає Japan Dyestuff Manufacturing Company, виробника барвників. До цього моменту були закладені основи базових виробництв компанії: барвники, добрива, фармацевтичні препарати.

### Післявоєнний період
Бурхливий розвиток японської економіки в повоєнні роки диктувало необхідність розвитку сучасної нафтохімічної промисловості в країні. У 1958 році Sumitomo Chemical запускає свій перший нафтохімічний комплекс у префектурі Ехіме. У 1965 році компанія ввела свій другий нафтохімічний комплекс у префектурі Тіба.
У 1984 році компанія входить в проект нафтохімічного комплексу в Сінгапурі. Потужності цього підприємства постійно модернізувалися і до 1997 року подвоїлися.
У рамках політики глобалізації бізнесу компанія створює філії, що виробляють добрива в США і у Франції: Valent USA Corporation і Philagro France.

### Сучасний етап
У 2004 компанія, спільно з Saudi Aramco, бере участь у розробці техніко-економічного обґрунтування проекту одного з найбільших нафтопереробних і нафтохімічних комплексів у світі в Rabigh на узбережжі Червоного моря. Підприємство вводиться в дію в 2006 році.
Для посилення фармацевтичного напряму бізнесу компанія виділяє його в окрему структуру — Sumitomo Pharmaceuticals Co. Ltd. У 2005 році Sumitomo Pharmaceutical і Dainippon Pharmaceuticals об'єдналися в Dainippon Sumitomo Pharma (DSP).

## Дочірні компанії
Всього компанія володіє частками в 126 компаніях. Найбільші з них:
- Dainippon Sumitomo Pharma Co., Ltd.
- Cambridge Dislay Technology, Inc.
- Sumitomo Chemical Singapore Pte Ltd.
- Dongwoo Fine-Chem Co., Ltd.
- Valent USA Corporation
- The Polyolefin Company (Сінгапур) Pte. Ltd.